# Coenotephria revulsaria
Coenotephria revulsaria är en fjärilsart som beskrevs av Walker 1863. Coenotephria revulsaria ingår i släktet Coenotephria och familjen mätare. Inga underarter finns listade i Catalogue of Life.